# Pterogonia cardinalis
Pterogonia cardinalis är en fjärilsart som beskrevs av Holloway 1976. Pterogonia cardinalis ingår i släktet Pterogonia och familjen trågspinnare. Inga underarter finns listade.